# Průtažná fólie
Průtažná fólie nebo stretch fólie (podle anglického „stretch“ – roztahovat) slouží k balení produktů nebo zboží, zejména na paletách. Jedná se o jeden z nejmladších obalů dnešní doby. Až do nedávné doby byla streč fólie nesprávně nazývána strejč fólie. Dobře se přizpůsobí každému prostředí, hodně vydrží, a tak obstojí svému jménu.

## Výroba průtažné fólie
Stretch fólie, průtažná fólie, je obalový materiál. Při její výrobě se používá etylenvinylacetát (EVA), speciální lineární polyethylen o nízké hustotě (LLDPE), stejně jako některé kopolymery ethylenu s vyššími α-olefiny. Tyto polymery se vyznačují vysokou deformací v pevném stavu. Stretch fólie se vyrábí běžnou trubkovou nebo plochou technologií.

## Klíčové vlastnosti
Typická tloušťka této fólie je 23 mikronů, šířka bývá běžně do 500 mm. Fólie může být jedno nebo vícevrstvá.
Základní charakteristiky stretch fólie pro spotřebitele
- předepínání – relativní deformace, které může protažením fólie dosáhnout, zaručí lepivost fólie k balíku i samotné fólii bez vzniku trhlin. Průtažnost se u různých stretch fólií pohybuje od 50 až do 500 %.
- tloušťka – uvádí se v mikronech, běžně 15 až 23 mikronů
- prodloužení v podélném a příčném směru
- odolnost proti propíchnutí a roztržení
- transparentnost (jen u konkrétního druhu, existují i barevné stretch fólie)
- pružnost

Fólie se dělí na tři druhy
- ruční stretch fólie obvykle šíře role stretch fólie pro ruční balení 450 nebo 500 mm, s vinutím do 300 metrů, typicky fólie s tloušťkou 15 až 23 mikronů
- strojní stretch fólie se používá pro automatické balení pomocí paletizátoru. Dle typu paletizátoru je třeba vybrat správnou fólii z pohledu její průtažnosti
- jumbo role se používá pro převíjení na menší role pro ruční použití, váha obvykle 80kg

## Vlastnosti využití
Průtažnost fólie závisí také na teplotě: V teplém prostředí lze při stejné síle fólii natáhnout více, při převozu do chladnějšího prostředí je pro překonání tahu fólie potřebná větší napínací síla. Stejně tak funguje i její smršťování: Po natažení v teplém prostředí se fólie vrací pomaleji do své původní podoby, v chladném prostředí se smrští rychle, větším vnitřním tahem. Doporučená teplota, kdy se fólie nedeformuje, je mezi -15 °C a +30 °C